# Mălâncrav
Mălâncrav – wieś w Rumunii, w okręgu Sybin, w gminie Laslea. W 2011 roku liczyła 1102 mieszkańców.